# KAMIKAZE TAXI
『KAMIKAZE TAXI』（かみかぜたくしー）は、1995年公開の日本映画。監督・脚本は原田眞人が務めた。まずオリジナル・ビデオとして185分のものが作られ、169分のものが劇場公開された。他に140分のインターナショナル・バージョンなどがある。

## あらすじ
亜仁丸組準構成員のチンピラ・達男は、悪徳政治家の土門からの要請を受けて恋人のレンコと友達のタマという二人の女性を派遣するが、タマが重傷を負い、レンコが亜仁丸に殺されて激怒する。復讐を誓って仲間と共に土門家に忍び込んで金を盗むが、亜仁丸に知られて仲間は殺され、一人追われる身となる。そんな折、タクシー運転手の寒竹と出会う。
次に亜仁丸を狙って東京の組事務所を襲うが、亜仁丸不在で計画は失敗し、偶然事務所にいたタマを連れて寒竹のタクシーで逃亡し、三人は温泉地にたどり着き、そこで達男とタマは、寒竹の父にまつわる昔話を聞く。
寒竹の父は元特攻隊員の医師で子どもを連れてペルーに行ったが、治安が悪く父はゲリラ組織に殺された。反ゲリラ組織に身を投じた寒竹だったが、親の仇も討てず、祖国日本へ出稼ぎの身になっている。復讐に燃える達男と、復讐できず「根なし草」となった寒竹の思いが微妙に絡み合うこととなる。
追われる達男を寒竹が助けるが、達男は亜仁丸を狙って殺され、残された寒竹は達男が残した金を貰って一度はペルーに帰る決心をする。しかし、自分の過去を達男の無念に重ねて復讐に挑み、土門と亜仁丸二人とも殺して、達男の無念を晴らした。

## キャスト
寒竹一将
演 - 役所広司
ペルー移民で日本に戻ってきてタクシー運転手をしている。達男の逃亡を助ける。
達男
演 - 高橋和也
チンピラ。政治家の金を盗み、所属していた組に追われる羽目に。政治家と組への復讐をうかがう。
タマ
演 - 片岡礼子
達男が政治家に送った売春婦。ひどい傷を負わされる。
亜仁丸
演 - ミッキー・カーチス
達男の組のボス。
石田
演 - 矢島健一
土門
演 - 内藤武敏
レンコ
演 - 中上ちか
チャップリンの物まね芸人
演 - 田口トモロヲ
土門のSP
演 - シーザー武志
など

## スタッフ
- 監督 - 原田眞人
- 脚本 - 原田眞人
- 製作 - 田中迪
- プロデューサー - 吉田就彦、南條昭夫、茂庭喜徳、岡田和則
- 撮影 - 阪本善尚
- 照明 - 椎原教貴
- 録音 - 米山靖
- 美術 - 丸山裕司
- 音楽 - 川崎真弘
- 編集 - 阿部浩英

## 評価
- 1995年キネマ旬報ベスト・テン8位
- 『キネマ旬報』1990年代日本映画ベスト・テン12位
- 第15回ヨコハマ映画祭最優秀新人賞 片岡礼子
- キネマ旬報助演男優賞 ミッキー・カーチス